# Moerasmollisia
De moerasmollisia (Mollisia palustris) is een schimmel uit de familie Mollisiaceae. Hij komt voor bij oevervegetatie in rietlanden. Hij leeft saprotroof op eenzaadlobbigen als Avena, Calamagrostis, Carex, Juncus, Molinia, Phalaris en Phragmites. Hiernaast komt hij ook voor op kropaar (Dactylis gommerata) en de pitrus (Juncus 
effusus). 

## Kenmerken
Vruchtlichamen zien er uit  als bleke schoteltjes. Deze schoteltjes zijn in jonge toestand wit. De sporen zijn smal spoelvormig, soms iets gebogen, glad, hyaliene en hebben een smal toelopend einde waardoor het geheel knotsvormig uiterlijk krijgt. 
De sporenmaat is: 
- 7-10(11) × 1,5-2,2 μm (Atlas van Paddenstoelen in Drenthe)
- 8-10 × 1,5-2 μm inhoud soms met 2 druppels (AMK)

## Verspreiding
De moerasmollisia komt in Nederland zeldzaam voor. In Noord-Brabant zijn de meeste atlasblokken bezet.